# 赤ティン
赤ティン（あかてぃん、1990年9月5日 - ）は、日本の男性歌い手、Vtuber、作曲家、歌手。

## 来歴
2008年3月31日よりニコニコ動画で活動を開始。